# Личфийлд (община)
Вижте пояснителната страница за други значения на Личфийлд.
Община Личфийлд (на английски: Lichfield District) е една от деветте административни единици в област (графство) Стафордшър, регион Уест Мидландс. Населението на общината към 2008 година е 97 900 жители разпределени в множество селища на територия от 331.30 квадратни километра. Главен град на общината е Личфийлд.

## География
Община Личфийлд е разположена в югоизточната част на графството, по границата с областите Уорикшър, Уест Мидландс, Лестършър и Дарбишър.
Градове на територията на общината:
| град     | на английски | население |
| -------- | ------------ | --------- |
| Личфийлд | Lichfield    | 28 435    |
| Бърнтуд  | Burntwood    | 29 205    |
| Фейзли   | Fazeley      | 7358      |

## Демография
Разпределение на населението по религиозна принадлежност към 2001 година:
| религия          | на английски        | брой жители | %      |
| ---------------- | ------------------- | ----------- | ------ |
| Християни        | Christian           | 74 992      | 80,44% |
| Будисти          | Buddhist            | 79          |        |
| Хиндуисти        | Hindu               | 207         | 0,22%  |
| Евреи            | Jewish              | 65          |        |
| Мюсюлмани        | Muslim              | 245         | 0,26%  |
| Сикхи            | Sikh                | 260         | 0,28%  |
| Други            | Other               | 129         | 0,14%  |
| Атеисти          | No religion         | 11 141      | 11,95% |
| Запазена в тайна | Religion not stated | 6114        | 6,56%  |
| общо             |                     | 93 232      |        |